# Mes tubes en signes
Mes Tubes en Signes est une émission de télévision française pour la jeunesse, animée par Noémie Churlet puis Luca Gelberg à partir de la saison 4 et diffusée à la télévision sur Gulli, Canal J et TiJi.

## Principe de l'émission
Noémie qui est sourde, propose avec l'aide d'enfants, d'apprendre au téléspectateurs une chanson en langue des signes via des émissions de 5 minutes 

## Diffusion
L'émission est diffusée tous les mercredis à 20 h 30 sur Canal J et tous les jours sur Gulli. 

## Émissions

### Saison 1 (2012-2013)
- Réalisation : Yohan Ungar

| №  | #  | Titre |
| -- | -- | --- |
| 1  | 1  | « Des Ricochets » de Paris Africa |
| 2  | 2  | « Elle me dit » de Mika |
| 3  | 3  | « La Seine » de Vanessa Paradis |
| 4  | 4  | « Fais pas ci, fais pas ça » de Jacques Dutronc |
| 5  | 5  | « Louxor, j’adore » de Philippe Katerine |
| 6  | 6  | « Mamma mia » (L'album du spectacle français) Artiste : Francis Boulogne / Claire Guyot /Patrick Mazet / Jerôme Pradon Compositeur : Benny Andersson / Björn Ulvaeus |
| 7  | 7  | « Voilà l’été » des Négresses vertes |
| 8  | 8  | « C’est ma Terre » de Christophe Maé |
| 9  | 9  | « J’ai 10 ans » d'Alain Souchon |
| 10 | 10 | « La terre est ronde » d'Orelsan |

### Saison 2 (2013-2014)
- Réalisation : Cyril Denvers

| №  | #  | Titre                                          |
| -- | -- | ---------------------------------------------- |
| 1  | 11 | « Le jour qui se rêve » des Robin des Bois     |
| 2  | 12 | « Le sens de la vie » de Tal                   |
| 3  | 13 | « Attention au départ » des Enfoirés           |
| 4  | 14 | « Envole-moi » de Génération Goldman           |
| 5  | 15 | « Et alors » de Shy’m                          |
| 6  | 16 | « Un autre monde » de Téléphone                |
| 7  | 17 | « On est pas à une bêtise près » de Renan Luce |
| 8  | 18 | « On ira » de Zaz                              |
| 9  | 19 | « On a tous » de Pop's Cool                    |
| 10 | 20 | « Ma philosophie » de Amel Bent                |

### Saison 3 (2015-2016)
- Réalisation : Steve Lafuma

| №  | #  | Titre                                          |
| -- | -- | ---------------------------------------------- |
| 1  | 21 | « Mon combat » Le Roi Arthur                   |
| 2  | 22 | « Sur ma route » de Black M                    |
| 3  | 23 | « Feel the magic in the air » des Magic System |
| 4  | 24 | « Papaoutai » de Stromaé                       |
| 5  | 25 | « La malice » de Shy’m                         |
| 6  | 26 | « Dis-moi oui Marina » de Keen'V               |
| 7  | 27 | « On danse » de M. Pokora                      |
| 8  | 28 | « Marcher au soleil » de Tal                   |
| 9  | 29 | « Andalouse » de Kendji Girac                  |
| 10 | 30 | « Je vole » de Louane                          |

### Saison 4 (2019-2020)
- Réalisation : Victor Bocquillon

| №  | #  | Titre                                      |
| -- | -- | ------------------------------------------ |
| 1  | 31 | « Tout oublier » Angèle                    |
| 2  | 32 | « Dommage » Bigflo & Oli                   |
| 3  | 33 | « Pour oublier » Kendji Girac              |
| 4  | 34 | « On écrit sur les murs » Kids United      |
| 5  | 35 | « La même » Maître Gims et Vianney         |
| 6  | 36 | « No » Louane                              |
| 7  | 37 | « Mi corazon » Mawa Loud                   |
| 8  | 38 | « À la vie à l'amour » Soprano             |
| 9  | 39 | « Ramenez la coupe à la maison » Vegedream |
| 10 | 40 | « Moi aimer toi » Vianney                  |

## Fiche technique
- Producteurs délégués : Candice Souillac, Joan Faggianelli
- Société de production : J2F Production
- Réalisation : Yohan Ungar, Cyril Denvers, Steve Lafuma
- Animatrice : Noémie Churlet
- Chargés de Production : Anna Casanova, Anthony Gomes
- Conception Lumières : Steve Lafuma
- Directeur de la photographie : Steve Lafuma
- Cadreur : Maxence Courbarie
- Chef Electro : Frédéric Prémoli
- Mixeur : Renaux Natkin
- Chef Monteur : Steve Lafuma
- Graphistes : Mathieu Lindrec, Tristan De Couessin
- Prompteur : Véronique Grimbert
- Maquillage : Audrey Billot
- Interprète : Camille Hirigoyen
- Auteurs : Camille Hirigoyen, Ilana Tinstite
- Direction des programmes : Caroline Cochaux
- Directrice des antennes : Caroline Mestik
- Directrice des productions chaînes : Magali Torrice-Vinson
- Production chaîne :  Camille Prévot